# Balash
Balash (per gli autori greci Balas; ... – 488) fu re dei Sasanidi dal 484 alla sua morte nel 488, fratello del precedente sovrano Peroz I.
Alla morte di suo fratello, venne incoronato sovrano di Persia dopo una contesa per il trono con suo nipote, il futuro Kavad I. Il primo provvedimento del suo breve regno fu organizzare una campagna contro gli Eftaliti, i quali minacciavano il suo trono ed avevano causato la morte del fratello in battaglia. Con a capo il suo capo militare di nome Sukra o Sufraii, l'esercito di Balash scacciò gli Eftaliti dal territorio persiano.
Fonti cristiane lo identificano come un uomo generoso e mite, a cui i cristiani dell'epoca furono debitori di molte concessioni, ed inviso, per questo stesso motivo dai magi persiani, soprattutto per il suo tentativo di introdurre l'uso delle terme pubbliche nelle quali secondo loro si profanava l'elemento sacro dell'acqua. Il favore dato ai cristiani da questo sovrano è testimoniato dalla grande influenza avuta presso la sua corte dal metropolita nestoriano di Nisibis Barsauma, il quale fu inviato anche in missione diplomatica per conto del re a Costantinopoli.
Dopo aver risolto il problema della minaccia degli Eftaliti al confine nord-orientale del regno, Balash si rivolse a risolvere la questione armena. Egli stipulò un trattato di pace con il governatore (marzban) ribelle di Armenia Vahan II Mamikonian, il quale accettò di deporre le armi in cambio della distruzione di tutti gli altari del fuoco propri dello zoroastrismo, della libertà di culto per i cristiani e del divieto di conversione per i cristiani nei confronti della religione di Zoroastro e soprattutto nell'impegno di trattare le questioni relative al territorio armeno direttamente e senza il tramite di governatori locali. La pace ritrovata con i suoi sudditi armeni permise al sovrano sasanide di godere del prezioso appoggio della loro cavalleria allo scoppio di una rivolta locale guidata da uno dei suoi nipoti, Zarer, figlio di suo fratello Peroz, il quale reclamò il trono che era stato un tempo di suo padre; grazie ai suoi alleati armeni infatti Balash sconfisse suo nipote che venne ucciso in battaglia.
Diverse sono le versioni rispetto alla sua morte, alcune infatti affermano che, proprio grazie alla sua saggezza, Balash morisse tranquillamente di vecchiaia, mentre altre sostengono che egli sia caduto vittima di una cospirazione di nobili che appoggiarono l'incoronazione di suo nipote Kavad I, il quale, dopo essere stato per anni in esilio presso gli Eftaliti, lo fece imprigionare ed accecare.